# Polystilistik
Der Begriff Polystilistik bezeichnet eine bestimmte Kompositionsweise innerhalb der Neuen Musik, die besonders im Zuge der Postmoderne an Bedeutung gewann. Bei dieser Technik geht es darum, in einem Stück verschiedene Musikstile miteinander zu kombinieren. Dabei können diese Genreeingriffe entweder nebeneinandergestellt werden oder sich gegenseitig überlappen. Oft werden die jeweiligen Stile nachgeahmt, es können aber auch reine oder abgewandelte Zitate Verwendung finden. Je nach Zusammensetzung ergibt sich eine vollkommen neue Wirkung des alten Materials. Als unmittelbare historische Vorläufer gelten Zimmermanns Oper Die Soldaten (1965) sowie Berios „Sinfonia“ (1968–1969).
Hauptvertreter dieser Technik ist Alfred Schnittke, der sie auch als Kontrabewegung zur seriellen Musik verstand. In der Polystilistik sah Schnittke ebenso „[das bewusste] Ausspielen von Stilunterschieden, wodurch ein neuer musikalischer Raum entsteht und wieder eine dynamische Formgestaltung möglich wird.“ Auch schreibt er der Polystilistik eine räumliche Wirkung, eine Mehrdimensionalität, und darüber hinaus ein Stück Alltagsrealität zu, da sich im täglichen Leben viele Höreindrücke aus diversen Genres miteinander vermischen. In seiner ersten Sinfonie (1972–1974) benutzt Schnittke laut eigener Aussage diese Kompositionstechnik, um die alte und verkommene klassische Form der viersätzigen Sinfonie neu aufleben zu lassen, indem er Reste zusammenträgt und Lücken mit neuem Material füllt.
Als Kompositionsmittel in diesem Sinne, nur nicht unter dem Begriff der Polystilistik, finden sich solche Mehrschichtigkeiten des Materials unter historischen Rückgriffen insbesondere bei den Komponisten der sogenannten „Neuen Einfachheit“, etwa beim intuitiv geleiteten Subjektivismus Wolfgang Rihms, sowie unabhängig von diesen bei Friedrich Goldmann, der ab 1969 (Sonate für Bläserquintett und Klavier; Sinfonie Nr. 1) tradierte Formmodelle mit neuem Tonmaterial „von innen aufsprengt“ und dabei die Brüche zwischen den getrennten Ebenen als kompositorisches Mittel nutzbar machte.
Anleihen der Polystilistik finden sich auch bei Kalevi Aho, Robert Graettinger, Pelle Gudmundsen-Holmgreen, Jaan Rääts oder Arif Mirsojew.